# Llista de topònims de Cases de Pena
Llista de topònims (noms propis de lloc) de Cases de Pena (Rosselló).
Informació actualitzada per un bot. Els canvis manuals es perdran quan s'actualitzi!

## edifici
| imatge | Nom                     | Ubicat a      | instància de | Detalls | coordenades                                                                            | Protecció | Commons (més fotos) | Dades a WD                    |
| ------ | ----------------------- | ------------- | ------------ | ------- | -------------------------------------------------------------------------------------- | --------- | ------------------- | ----------------------------- |
|        | Sant Antoni de Pena     | Cases de Pena | edifici      |         | 42° 46′ 17″ N, 2° 46′ 55″ E / 42.77127778°N,2.78191667°E Catalunya del Nord 126.5 msnm |           |                     | Modifica les dades a Wikidata |
|        | Sant Galdric de Pena    | Cases de Pena | edifici      |         | 42° 46′ 16″ N, 2° 47′ 02″ E / 42.77108333°N,2.78375°E Catalunya del Nord 100.7 msnm    |           |                     | Modifica les dades a Wikidata |
|        | Santa Coloma de Cavanac | Cases de Pena | edifici      |         | 42° 46′ 52″ N, 2° 46′ 39″ E / 42.78119444°N,2.77761111°E Catalunya del Nord 53.4 msnm  |           |                     | Modifica les dades a Wikidata |

## Misc
| imatge | Nom                              | Ubicat a                                        | instància de                          | Detalls                                                  | coordenades                                                                                | Protecció                                                 | Commons (més fotos)                    | Dades a WD                    |
| ------ | -------------------------------- | ----------------------------------------------- | ------------------------------------- | -------------------------------------------------------- | ------------------------------------------------------------------------------------------ | --------------------------------------------------------- | -------------------------------------- | ----------------------------- |
|        | Aglí                             | Pirineus Orientals                              | riu                                   | Desemboca: mar Mediterrània Llarg: 81.7km Conca: 1055km² | 42° 46′ 45″ N, 3° 02′ 20″ E / 42.77916667°N,3.03888889°E 4 msnm                            |                                                           | Agly                                   | Modifica les dades a Wikidata |
|        | Bosc Comunal de Cases de Pena    | Cases de Pena                                   | bosc comunal                          |                                                          | 42° 47′ 13″ N, 2° 46′ 02″ E / 42.78694444444445°N,2.7672222222222222°E                     |                                                           |                                        | Modifica les dades a Wikidata |
|        | Castell de Pena                  | Cases de Pena                                   | castell                               |                                                          | 42° 46′ 18″ N, 2° 46′ 51″ E / 42.77152778°N,2.78086111°E 156.3 msnm                        |                                                           |                                        | Modifica les dades a Wikidata |
|        | Estret de Cavanac                | Cases de Pena                                   | canyó                                 |                                                          | 42° 46′ 28″ N, 2° 45′ 08″ E / 42.774472°N,2.752222°E 52.6 msnm                             |                                                           |                                        | Modifica les dades a Wikidata |
|        | Nostra Senyora de Pena           | Cases de Pena                                   | eremitori                             | Dedicat a: Verge Maria                                   | 42° 46′ 18″ N, 2° 46′ 51″ E / 42.7716°N,2.7808°E 156.3 msnm                                | monument històric inventariat                             | Ermitage Notre-Dame-de-Pène            | Modifica les dades a Wikidata |
|        | Pedra Dreta de l'Aglí            | Espirà de l'Aglí Cases de Pena Talteüll Vingrau | menhir                                |                                                          | 42° 49′ 09″ N, 2° 47′ 46″ E / 42.819027777778°N,2.7960833333333°E                          |                                                           |                                        | Modifica les dades a Wikidata |
|        | Puig Burgat                      | Cases de Pena Talteüll                          | muntanya                              |                                                          | 42° 48′ 46″ N, 2° 47′ 13″ E / 42.81275°N,2.786889°E                                        |                                                           |                                        | Modifica les dades a Wikidata |
|        | Sant Lluís Rei de Pena           | Cases de Pena                                   | oratori                               |                                                          | 42° 46′ 17″ N, 2° 47′ 05″ E / 42.77136111°N,2.78486111°E 82.3 msnm                         |                                                           |                                        | Modifica les dades a Wikidata |
|        | Sant Pantaleó de Cases de Pena   | Cases de Pena                                   | església Ús: església parroquial      | Estil: arquitectura romànica                             | 42° 46′ 44″ N, 2° 47′ 13″ E / 42.77886°N,2.78703°E Catalunya del Nord 70.5 msnm            | bé catalogat a l'Inventari general del patrimoni cultural | Église Sainte-Colombe de Cases-de-Pène | Modifica les dades a Wikidata |
|        | Santa Coloma de Pena             | Cases de Pena                                   | despoblat                             |                                                          | 42° 46′ 52″ N, 2° 46′ 39″ E / 42.781194°N,2.777611°E 53.4 msnm                             |                                                           |                                        | Modifica les dades a Wikidata |
|        | Serra de Talteüll                | Cases de Pena Talteüll                          | serralada                             |                                                          | 42° 46′ 01″ N, 2° 46′ 51″ E / 42.767083°N,2.780778°E                                       |                                                           |                                        | Modifica les dades a Wikidata |
|        | casa de la vila de Cases de Pena | Cases de Pena                                   | instal·lació Ús: seu del govern local |                                                          | 42° 46′ 44″ N, 2° 47′ 15″ E / 42.7789809489044°N,2.78744089726294°E fr:66600 CASES-DE-PENE |                                                           |                                        | Modifica les dades a Wikidata |
|        | cementiri de Cases de Pena       | Cases de Pena                                   | cementiri                             |                                                          | 42° 46′ 51″ N, 2° 47′ 07″ E / 42.7808°N,2.7854°E                                           |                                                           |                                        | Modifica les dades a Wikidata |
|        | château de Jau                   | Cases de Pena                                   | château                               |                                                          |                                                                                            |                                                           |                                        | Modifica les dades a Wikidata |
|        | estació de Cases de Pena         | Cases de Pena Espirà de l'Aglí                  | estació de ferrocarril                |                                                          | 42° 46′ 45″ N, 2° 47′ 35″ E / 42.779114°N,2.792942°E 53 msnm                               |                                                           | Gare de Cases-de-Pène                  | Modifica les dades a Wikidata |